# Ultimate frisbee na World Games 2009
Ultimate frisbee na World Games 2009 w Kaohsiung zostało rozegrane w dniach 19-21 lipca 2009 r. na Stadionie Narodowym w Kaohsiung. Rozegrano turniej mieszany, w którym złotymi medalistami zostali reprezentanci Stanów Zjednoczonych.

## Turniej mieszany Ultimate frisbee

### I. faza

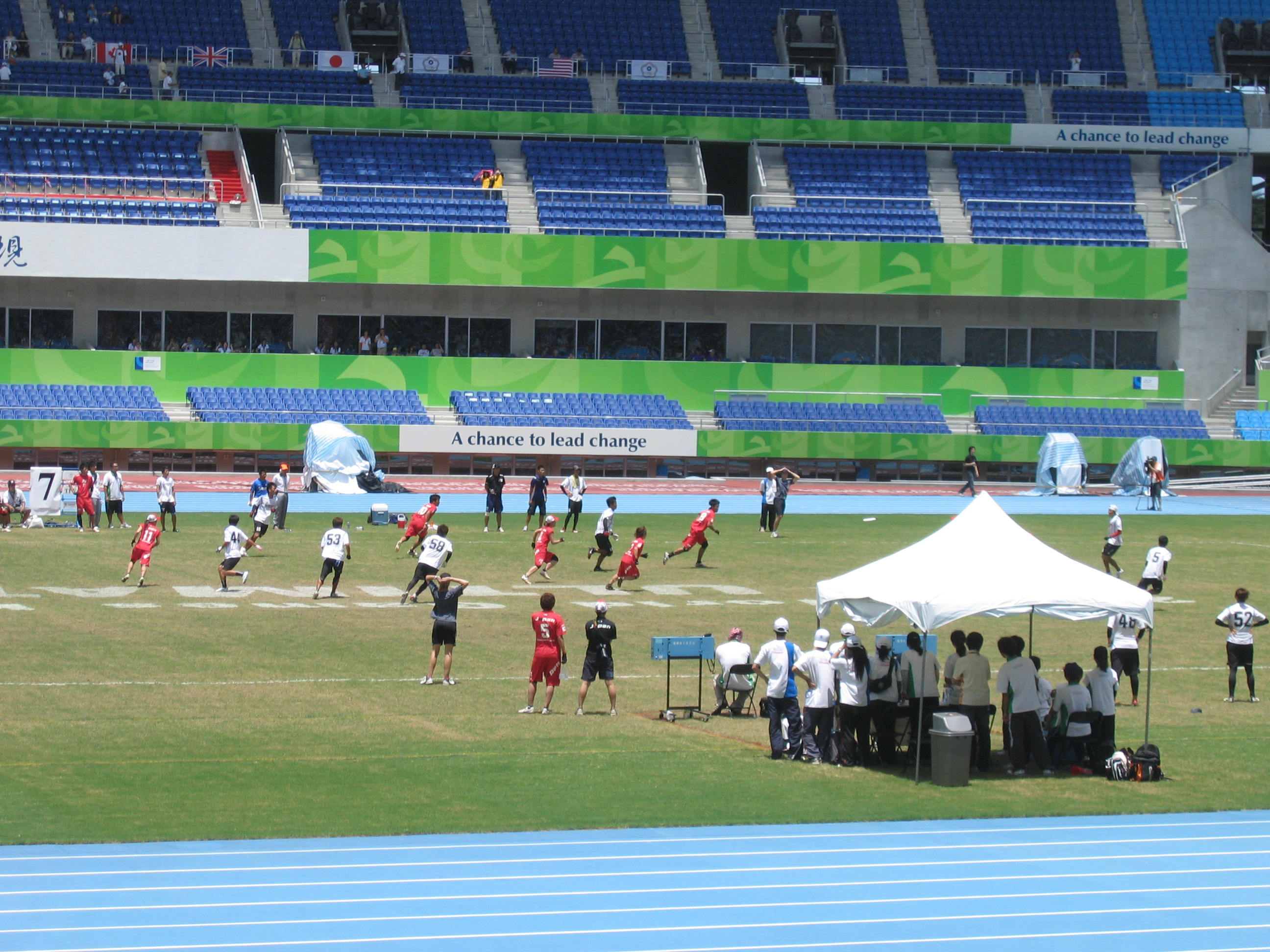
Mecz Kanada – Wielka Brytania podczas turnieju.

| Godz.                 | Mecze             | Mecze | Mecze             |
| --------------------- | ----------------- | ----- | ----------------- |
| I. runda - 19 lipca   |                   |       |                   |
| 08:30                 | Kanada            | 13:10 | Wielka Brytania   |
| 10:00                 | Japonia           | 13:7  | Chińskie Tajpej   |
| 11:30                 | Stany Zjednoczone | 13:11 | Australia         |
| II. runda - 19 lipca  |                   |       |                   |
| 16:10                 | Japonia           | 13:10 | Wielka Brytania   |
| 17:40                 | Australia         | 13:9  | Chińskie Tajpej   |
| 19:10                 | Kanada            | 6:13  | Stany Zjednoczone |
| III. runda - 20 lipca |                   |       |                   |
| 08:30                 | Australia         | 13:11 | Wielka Brytania   |
| 10:00                 | Stany Zjednoczone | 13:4  | Chińskie Tajpej   |
| 11:30                 | Kanada            | 9:13  | Japonia           |
| IV. runda - 20 lipca  |                   |       |                   |
| 16:10                 | Stany Zjednoczone | 13:9  | Wielka Brytania   |
| 17:40                 | Kanada            | 13:7  | Chińskie Tajpej   |
| 19:10                 | Japonia           | 12:13 | Australia         |
| V. runda - 21 lipca   |                   |       |                   |
| 08:30                 | Wielka Brytania   | 13:0  | Chińskie Tajpej   |
| 10:00                 | Kanada            | 13:9  | Australia         |
| 11:30                 | Stany Zjednoczone | 11:13 | Japonia           |

### II. faza
| Godz.    | Mecze             | Mecze             | Mecze | Mecze           |
| -------- | ----------------- | ----------------- | ----- | --------------- |
| 21 lipca |                   |                   |       |                 |
| 16:10    | Mecz o 5. miejsce | Chińskie Tajpej   | 6:13  | Wielka Brytania |
| 17:40    | Mecz o 3. miejsce | Australia         | 13:8  | Kanada          |
| 19:10    | Finał             | Stany Zjednoczone | 13:6  | Japonia         |

### Klasyfikacja końcowa turnieju
| Poz. | Państwo           |
| ---- | ----------------- |
|      | Stany Zjednoczone |
|      | Japonia           |
|      | Australia         |
| 4    | Kanada            |
| 5    | Wielka Brytania   |
| 6    | Chińskie Tajpej   |

## Tabela medalowa zawodów
| Poz.    | Państwo           |   |   |   |   |
| ------- | ----------------- | - | - | - | - |
| 1       | Stany Zjednoczone | 1 | 0 | 0 | 1 |
| 2       | Japonia           | 0 | 1 | 0 | 1 |
| 3       | Australia         | 0 | 0 | 1 | 1 |
| Łącznie | Łącznie           | 1 | 1 | 1 | 3 |

## Medaliści
| Konkurencja      | Złoto | Srebro | Brąz |
| Turniej mieszany | Stany Zjednoczone · Chelsea Putnam · Gwen Ambler · Cara Crouch · Gabriel Saunkeah · Seth Wiggins · Sam Chatterton-Kirchmeier · Catherine Foster · Alicia White · Jonathan Remucal · Bartholomew Watson · Deborah Cussen · Beaufort Kittredge · Dylan Tunnelln | Japonia · Sachiko Sameshima · Satoshi Senda · Yuki Mori · Masashi Kurono · Ayumi Fujioka · Masahiro Matsuno · Eri Hirai · Moe Sameshima · Yohei Abe · Satoro Sameshima · Asami Ishitsu · Kei Sasakawa · Mizuho Tanaka | Australia · Michael Neild · Lauren Brown · Katie Bradstock · Anthony Dowle · Timothy Lavis · Diana Worman · Matthew Dowle · Ashleigh Martens · Jonathan Holmes · Peter Gardner · Keah Molomby · Peter Blakeley · Elizabeth Edye |